# Ceratophaga neodryas
Ceratophaga neodryas är en fjärilsart som beskrevs av László Anthony Gozmány. Ceratophaga neodryas ingår i släktet Ceratophaga och familjen äkta malar. Inga underarter finns listade i Catalogue of Life.